# تاريخ الملكية النرويجية
يعود تاريخ مملكة النرويج (بالإنجليزية: Kingdom of Norway) كمملكة موحدة إلى عهد الملك هارالد ذو الشعر الفاتح في القرن التاسع. أدت جهوده في توحيد ممالك النرويج الضئيلة إلى تشكيل أول حكومة مركزية نرويجية معروفة. لكن سرعان ما تجزأت البلاد وجُمعت في كيان واحد في النصف الأول من القرن الحادي عشر، وقد احتفظت النرويج بملكية منذ ذلك الوقت. تقليديًا، اعتُبرت النرويج واقعة تحت حكم سلالة الشعر الفاتح، على الرغم من أن العلماء المعاصرين يشككون في ما إذا كان ملوك القرن الحادي عشر وخلفائهم كانوا حقًا أحفاد الملك هارالد ذو الشعر الفاتح.

## سلالة الشعر الفاتح، الآراء التقليدية والمعاصرة
بحسب وجهة النظر التقليدية، تُعتبر النرويج المملكة الوراثية لأسرة «الشعر الفاتح»، وهي سلالة أفريقية (أبوية) من أول ملك موحد، هارالد ذو الشعر الفاتح. تم وضع الخلفاء على العرش بعد عام 872 من قِبَل أحفاد سلالة هارالد الذكور بحسب ما جاء في الروايات التاريخية بعد عدة قرون. في القرن الثالث عشر، أعلنت المملكة رسميًا خلافتها الوراثية بموجب القانون، على النقيض من الممالك الإسكندنافية الأخرى التي كانت ممالك انتخابية في العصور الوسطى.
كان هارالد ذو الشعر الفاتح الملك الأول لكل النرويج، وجلب الأراضي التي كانت في السابق مجموعة من الممالك الضئيلة وجعلها تحت سيطرته. يعود تاريخ تأسيس هذه المملكة النرويجية الموحدة تقليديًا إلى عام 872، عندما هزم آخر الملوك الصغار الذين قاوموه في معركة هافرسفيورد، على الرغم من أن توطيد قوته استغرق سنوات عديدة. امتدت مملكة الشعر الفاتح على المناطق الساحلية شمالًا إلى ترونديلاج، لكن عند وفاته كانت الملكية مجزأة مرة أخرى إلى عدد من الممالك الضئيلة، ومعظمها كان تحت سيطرة أبناء هارالد أو أحفاده أو حلفائهم، على الرغم من وجود بعض المقاطعات بين أيدي الأسر الأخرى، مثل أسرة ليد. ومع ذلك، فقد نشأ مفهوم سيطرة قوة مركزية واحدة. ما يزال هناك خلاف حول الدرجة التي ينبغي بها النظر إلى النرويج باعتبارها مملكة وراثية تحت حكم أبناء هارالد وخلفائه، مثل إريك الأول وهاكون الأول من النرويج. يؤكد بعض المؤرخين عجزهم عن ممارسة السيطرة المَلكية الفعلية على البلاد ويؤكدون أن أولاف (أولاف الثاني)، الذي حكم البلاد من عام 1015، كان أول ملك يسيطر على البلاد بالكامل بعد الملك هارالد. يُعتبر أولاف تقليديًا القوة الدافعة وراء تحول النرويج النهائي إلى المسيحية. تم تكريمه في وقت لاحق باعتباره ريكس ديسلوم نورفيغيه (اللاتينية: ملك النرويج الأبدي). في الواقع، إن الخلافة لن تتحدد إلا تحت حكم الأخوين غير الشقيقين أولاف الثاني وهارالد الثالث، وفقًا لقوانين الإرث، بدلًا من أن يتم سلب التاج بالقوة.
بيد أن سلالة الشعر الفاتح قد يُشكك بها في الواقع. وضع مقتل الملك هارالد غريكلوك في عام 970 حدًا لحكم الأسرة المباشرة لجده هارالد، ووقعت النرويج بدلًا من ذلك تحت حكم الملك الدنماركي وحلفائه لمدة 25 عامًا. قام أولاف الأول من النرويج، الذي تربى خارج المملكة في ظروف غامضة، بغزو المملكة بشكل قسري. أسفرت وفاته عن فترة أخرى من الحكم الدنماركي دامت 15 عامًا قبل مجيء ملك الفايكنج الناجح، أولاف الثاني، الذي غزا المملكة وخلفه ابنه ثم شقيقه غير الشقيق، هارلد الثالث ملك النرويج، الذي اكتسب أيضًا شهرةً واسعة. قدمت روايات الساجا قصصًا عن هؤلاء الملوك المحاربين الثلاثة بمعزل عن الملك هارالد. ومع ذلك، فقد تم اقتراح (من قِبل كلوز كراغ)، أن خطوط الأنساب التي تربط هارالد ذو الشعر الفاتح بأولاف الأول والثاني وهارلد الثالث عبر مجموعة من الأفراد المجهولين هي مجرد خيال سياسي، يستند إلى محاولة لاحقة لإضفاء الشرعية على حكمهم وحكم سلالة هارلد الثالث، فضلًا عن تقديم مطالبة بمنطقة فيكن (المنطقة المحيطة بأوسلو في الوقت الحاضر)، وهي ادّعاء اعترض عليه الدنماركيون. يعتبر أتباع هذا الاقتراح أن هارلد الثالث هو أول ملك من السلالة التي من شأنها أن تحكم المملكة في وقت لاحق، وأن ادعاءه في ذلك الوقت كان يعتمد فقط على كونه الأخ غير الشقيق لأولاف الثاني، وليس من أصل بعيد عن سلالة الشعر الفاتح. في الأصول الجرمانية، لم يكن النسب من جهة الأم رابطة أسرية صحيحة تمامًا، وبالتالي استلزمت شرعية هارلد الثالث اختلاق نسل الذكور له ولسلفيه من سلالة الشعر الفاتح. ظهرت هذه السلالات الملفقة في الحكايات التاريخية الزائفة لساجا هيمسكرينغلا.

## الدنمارك – النرويج
في 6 يونيو عام 1523، تركت السويد الاتحاد إلى الأبد، ما أدّى لبقاء النرويج في اتحاد غير متكافئ مع الملك الدنماركي الذي قد شرع بالفعل في مركزية حكومة الاتحاد.
في القرون التالية، تميز النظام المَلكي النرويجي بوجود ملك يقيم في الغالب في الخارج. وهذا أدى إلى إضعاف هياكل الحكم المَلكية في النرويج؛ على سبيل المثال، تم تقويض الريكسراد (مجلس المملكة) تدريجيًا إذ لم يكن النبلاء النرويجيين قادرين على الحصول على ثقة الملك بنفس القدر الذي يتمتع به نظرائهم الدنماركيين. كان الملك أيضًا أقل قدرة على الحكم وفقًا للاحتياجات النرويجية لأن بعده عن الحياة داخل المملكة تعني أنه ومستشاريه أقل معرفة بالظروف في النرويج.
كانت النرويج من بين عدد قليل من البلدان التي كانت فيها الأبرشية مترابطة مع الإقليم الوطني. لذلك كانت الكنيسة عاملًا هامًا في محاولة للحفاظ على النظام المَلكي النرويجي المنفصل. في القرن السادس عشر، بلغ الصراع على السلطة بين النبلاء النرويجيين والملك ذروته في نفس الوقت مع البدء في الإصلاح البروتستانتي. أثار ذلك مجموعة من الأحداث المؤسفة اقترن فيها القتال ضد الهيمنة الدنماركية في النرويج بالقتال ضد الإصلاح. عندما فشل كلاهما كانت الآثار قاسية ومدمرة. تم استبدال الأساقفة الكاثوليك النرويجيين بالأساقفة اللوثريين. تم إلغاء مجلس الريكسراد النرويجي بين عامي 1536/1537 وتم تعيين المزيد والمزيد من الرجال الأجانب في المناصب الهامة في النرويج.
في عام 1661، قدّم فريدريك الثالث المَلكية المطلقة في الدنمارك والنرويج ووضع قانون ليكس ريجيس الجديد في كلا البلدين. بعد الشروع بتطبيق هذا القانون، أعلنت مملكتا الدنمارك والنرويج خلافتهما الوراثية.